# Гацадина (Тренто)
Гацадина је насеље у Италији у округу Тренто, региону Трентино-Јужни Тирол.
Према процени из 2011. у насељу је живело 594 становника. Насеље се налази на надморској висини од 457 м.